# Монтальто-делле-Марке
Монтальто-делле-Марке (итал. Montalto delle Marche) — коммуна в Италии, располагается в регионе Марке, в провинции Асколи-Пичено.
Население составляет 2313 человек (2008 г.), плотность населения составляет 67 чел./км². Занимает площадь 34 км². Почтовый индекс — 63034. Телефонный код — 0736.
Покровителем коммуны почитается святой Вит, празднование 15 июня.

## Демография
Динамика населения:

## Администрация коммуны
- Официальный сайт: